# Demm
Demm Motorcycles (S.p.a. Officine Meccaniche Fratelli Daldi & Matteucci, Porretta Terme) war ein Motorradhersteller aus Italien, der von 1953 bis circa 1988 existierte und zunächst in Bologna und später in Mailand ansässig war.

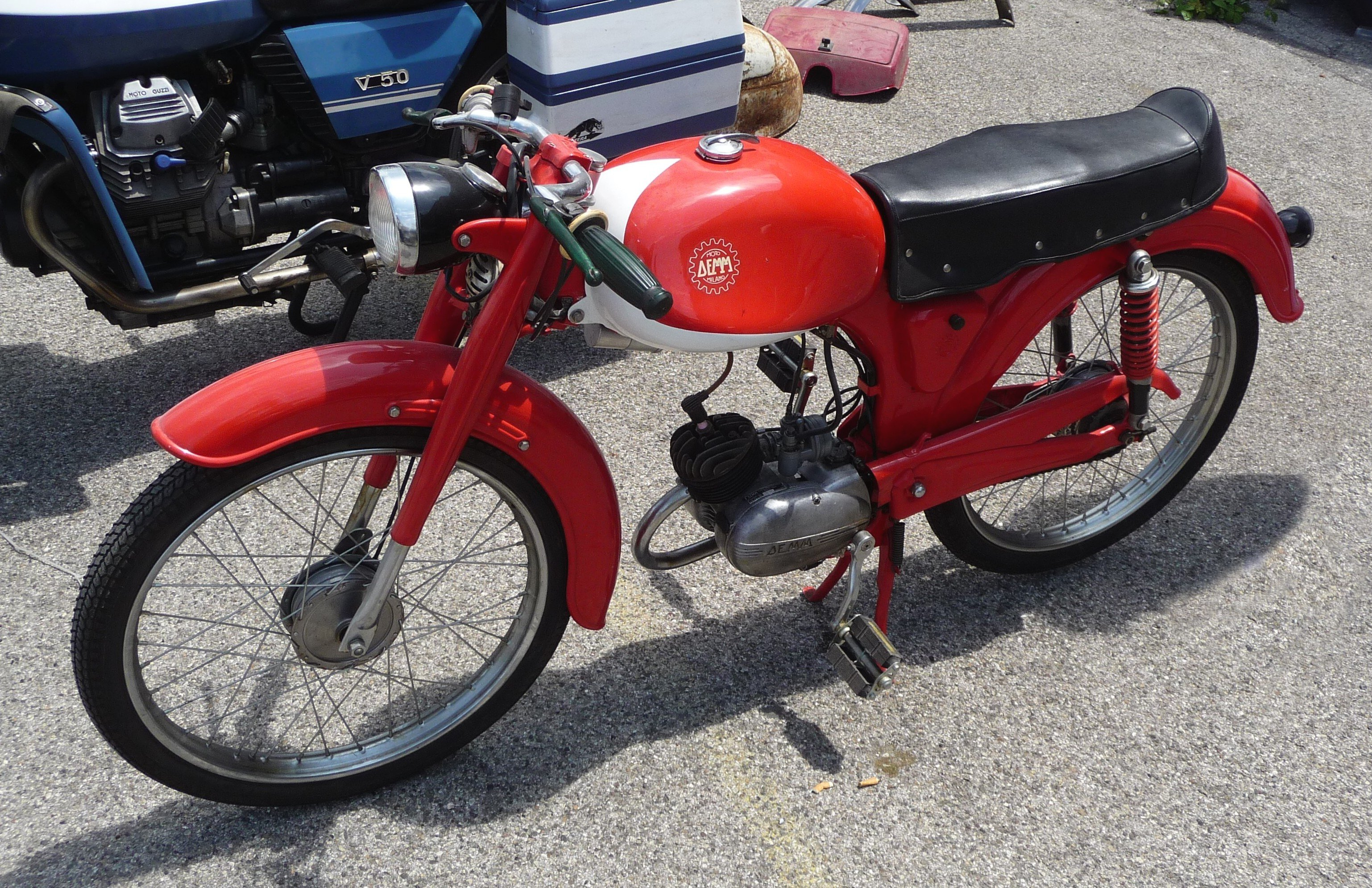
"Dick Dick" von 1960

Zum Herstellungsprogramm gehörten Zwei- und Viertaktmotoren bis 175 cm³, die an andere Hersteller geliefert wurden, als auch kleinere motorisierte Zweiräder, vor allem Mofas und Mopeds.
Diese waren überwiegend mit 49 cm³ („50er“)-Zweitaktmotoren ausgestattet.
1959 und 1960 wurden auch einige Rennmotorräder mit 49 cm³-Motoren gebaut.
Demm exportierte seine Zweiräder unter anderem nach Großbritannien, Australien, den Niederlanden und Deutschland.
In Deutschland wurden Mitte der 1970er Jahre insbesondere die Mofas Smily und Scout verkauft, die jedoch keine nennenswerten Marktanteile erlangen konnten.
Demm war unter anderem bekannt für seine mitunter ungewöhnlichen Namensgebungen.
So gab es in den 1950er Jahren ein Moped mit dem Namen Dick Dick, in den 70er Jahren gefolgt von der Dick-Matic.
Ein weiteres Mofa bzw. Moped der 1970er hieß Ping-Pong, es war durch seine kleinen Räder und den niedrigen Rahmen besonders für Camper geeignet.
In der gleichen Zeit wurde auch ein 2-sitziges Mokick angeboten, das anfangs unter dem Namen "AMERICA" mit einem fußgeschalteten 3-Gang-Getriebe ausgerüstet war und über 2,2 PS aus 49 cm³ verfügte.
Die spätere Version, mit dem Namen "FOX" (AM40), wurde nicht nur optisch gegenüber seinem Vorgängermodell verändert, sondern verfügte nun über ein fußgeschaltetes 4-Gang-Getriebe.
Allerdings hatte der Motor jetzt nur noch 48 cm³ und 1,68 PS Leistung.

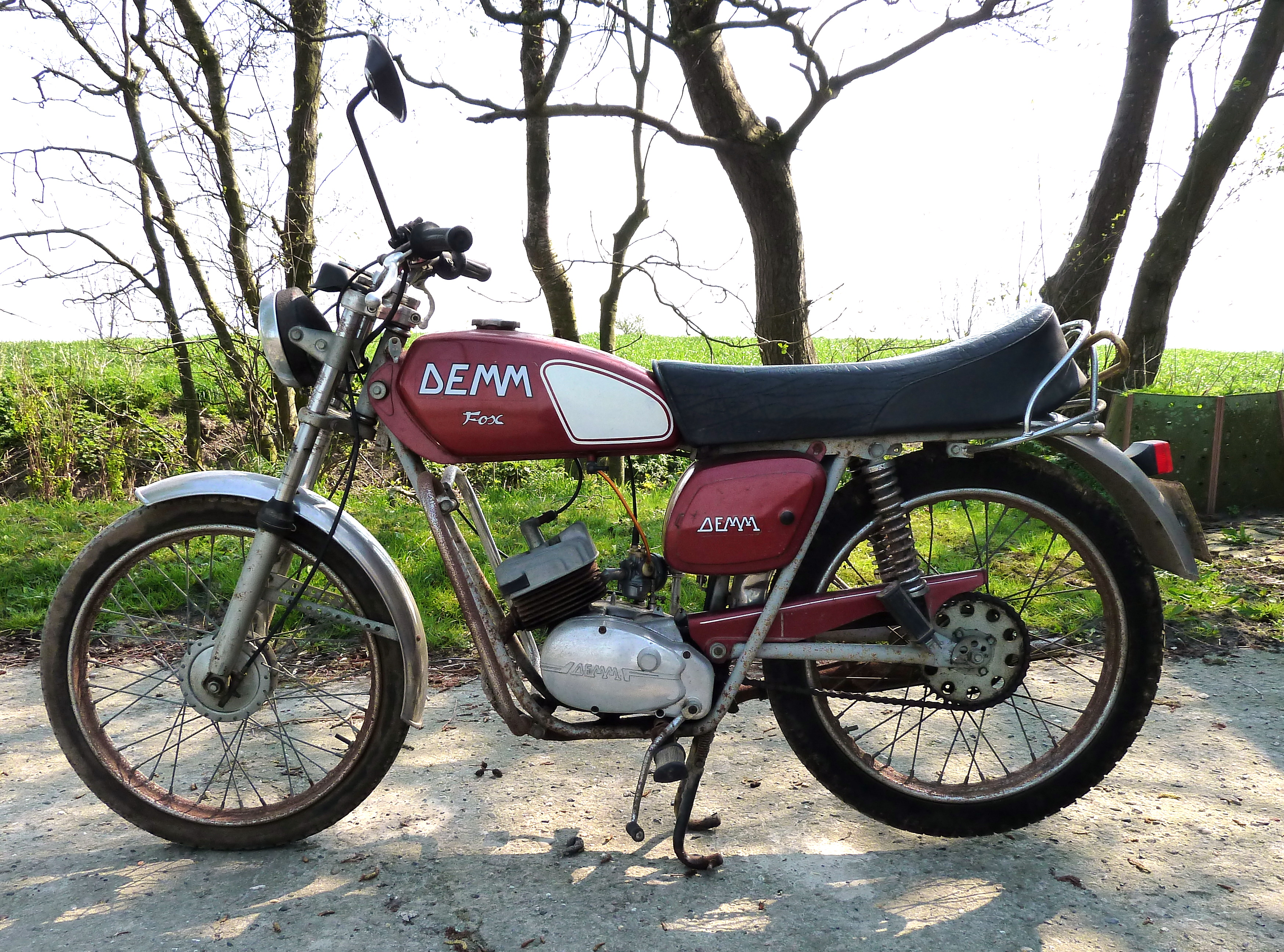
Demm Fox, von 1980

## Geschichte der Firma DEMM
Die Firma DEMM wurde Teil der GRAZIANO-TRASMISSIONI in Poretta (Provinz Bologna).
Die weiteren Verschmelzungen mit den folgenden Firmen haben den Namen DEMM offensichtlich vollständig verdrängt:
1992 – GRAZIANO Trasmissioni wurde Teil der SAURER AG, weltweit führend in der Textilmaschinerie, als SAURER Kraftübertragungssystem-Abteilung.
2006 – Die SAURER Kraftübertragungssystem-Abteilung (Graziano Trasmissioni) ist mit dem Erwerb von Fairfield-Manufacturing, ein US-Marktführer in der Herstellung von kundenspezifischen Getrieben und speziellen Antriebslösungen für die Schwerlast-Industrie sowie Off-Highway-Anwendungen erweitert worden.
2007 – Graziano und Fairfield gingen in der Oerlikon-Gruppe als Oerlikon-Drive-Systems auf, die nun Oerlikon Graziano und Oerlikon Fairfield genannt werden.
2012 – Am 29. Juni erwarb die Paritel Gruppe die Gesamtheit des DEMM Aktien-Pakets von der Oerlikon Graziano Group.